# Сунское городское поселение
Сунское городское поселение — муниципальное образование в составе Сунского района Кировской области России.
Центр — посёлок городского типа Суна.

## История
Сунское городское поселение образовано 1 января 2006 года согласно Закону Кировской области от 7 декабря 2004 года № 284-ЗО.

## Население
| 2009  | 2010  | 2011  | 2012  | 2013  | 2014  | 2015  |
| ----- | ----- | ----- | ----- | ----- | ----- | ----- |
| 2142  | ↗2630 | ↘2204 | ↗2605 | ↘2517 | ↘2491 | ↘2473 |
| 2016  | 2017  | 2018  | 2019  | 2020  | 2021  |       |
| ↘2451 | ↘2423 | ↘2420 | ↘2325 | ↘2304 | ↘2294 |       |

## Состав городского поселения
| № | Населённый пункт | Тип населённого пункта      | Население |
| - | ---------------- | --------------------------- | --------- |
| 1 | Суна             | пгт, административный центр | ↗1969     |
| 2 | Тоскуй           | деревня                     | ↘325      |